# Суєшть
Суєшть, Суєшті (рум. Suiești) — село у повіті Вилча в Румунії. Входить до складу комуни Стенешть.
Село розташоване на відстані 167 км на захід від Бухареста, 38 км на південний захід від Римніку-Вилчі, 61 км на північ від Крайови.

## Населення
За даними перепису населення 2002 року у селі проживали 92 особи, усі — румуни. Усі жителі села рідною мовою назвали румунську.